# Florian Schwarz (Fußballspieler)
Florian Schwarz (* 4. Mai 1977 in Innsbruck) ist ein ehemaliger österreichischer Fußballspieler und nunmehriger -trainer.

## Karriere

### Als Spieler

#### Verein
Schwarz begann seine Karriere beim FC Wacker Innsbruck. 1991 kam er ins BNZ Tirol, in dem er bis 1996 spielte. Im April 1995 debütierte er für seinen Stammklub FC Tirol Innsbruck in der Bundesliga, als er am 25. Spieltag der Saison 1994/95 gegen den SK Rapid Wien in der 53. Minute für Christian Köll eingewechselt wurde. In seinen drei Saisonen bei Tirol Innsbruck absolvierte er insgesamt 13 Spiele in der höchsten österreichischen Spielklasse.
Zur Saison 1997/98 wechselte er zum Zweitligisten WSG Wattens. Sein erstes Spiel für Wattens in der 2. Division absolvierte er im Juli 1997 gegen den ASK Kottingbrunn. Im August 1997 erzielte er bei einer 5:2-Niederlage gegen den SV Gerasdorf sein erstes Tor für die Wattener. Zu Saisonende musste er mit dem Verein in die Regionalliga absteigen.
Daraufhin wechselte Schwarz zur Saison 1998/99 zum Zweitligisten SV Wörgl. Bis zur Winterpause jener Saison absolvierte er 19 Zweitligaspiele für Wörgl und erzielte dabei sieben Treffer. Nach einem halben Jahr bei Wörgl wechselte er im Jänner 1999 zum Bundesligisten SK Rapid Wien. Im Jänner 2000 wurde er an den Ligakonkurrenten SV Austria Salzburg verliehen. Im Mai 2000 erzielte er bei einem 2:0-Sieg gegen den SC Austria Lustenau seinen ersten Treffer in der Bundesliga. Nach dem Ende der Leihe kehrte er im Sommer 2000 wieder zu Rapid zurück. Nach drei Jahren bei Rapid, in denen er zu 27 Bundesligaeinsätzen gekommen war, verließ er den Verein im Jänner 2002, nachdem er bis zur Winterpause der Saison 2001/02 kein Spiel mehr absolviert hatte, und wechselte zum Ligakonkurrenten VfB Admira Wacker Mödling.
Nach einem Jahr und zwölf Bundesligaspielen bei der Admira kehrte Schwarz im Jänner 2003 zum Zweitligisten Wörgl zurück. Bis zum Zweitligaabstieg nach der Saison 2004/05 absolvierte er für Wörgl 61 Spiele in der zweithöchsten Spielklasse, in denen er zehn Tore erzielte. Nach dem Abstieg wechselte er zur Saison 2005/06 zum Regionalligisten SPG Axams/Götzens. In seinen fünf Jahren bei Axams kam er zu 112 Regionalligaeinsätzen. Nach dem Abstieg aus der Regionalliga nach der Saison 2009/10 wechselte er zum Regionalligisten SVG Reichenau. Nachdem er auch mit Reichenau aus der Regionalliga abgestiegen war, beendete er seine Karriere nach der Saison 2010/11.

#### Nationalmannschaft
Schwarz spielte zwischen 1998 und 1999 mindestens acht Mal für die österreichische U-21-Auswahl.

### Als Trainer
Neben seiner Tätigkeit als Spieler fungierte Schwarz zwischen 2008 und 2009 als Co-Trainer bei der SPG Axams/Götzens. Im April 2010 wurde er spielender Cheftrainer beim Regionalligisten, mit dem er zu Saisonende aus der Regionalliga abstieg.
Zur Saison 2012/13 übernahm er die viertklassige SVG Reichenau, bei der er bereits als Spieler aktiv gewesen war. Mit Reichenau stieg er 2015 in die Regionalliga auf. Im Oktober 2015 trat er als Trainer von Reichenau zurück, die Innsbrucker befanden sich zu jenem Zeitpunkt auf dem letzten Tabellenrang. Zur Saison 2017/18 wurde er Co-Trainer von Karl Daxbacher beim Zweitligisten FC Wacker Innsbruck. Mit Innsbruck stieg er zu Saisonende in die Bundesliga auf.
Nachdem sich Innsbruck von Daxbacher getrennt hatte und der Trainer der Zweitmannschaft Thomas Grumser befördert worden war, übernahm Schwarz im März 2019 interimistisch den Cheftrainerposten bei der zweitklassigen Zweitmannschaft von Innsbruck. Nach zwei Spielen als Interimstrainer wurde schließlich Fuad Đulić Cheftrainer der Mannschaft und Schwarz wurde Teamchef. Nach dem Zwangsabstieg von Wacker Innsbruck II trennte man sich von Schwarz im Juni 2019.
Ab Sommer 2019 bis Juni 2023 fungierte er bei der Akademie Tirol als ÖFB-Talente Coach und Akademietrainer der U-16 in der Saison 2022–23.